# Concha acústica de Barquisimeto
Parque San Juan Bautista de la Salle o más conocida como la Concha Acústica de Barquisimeto, es un reconocido parque, fundado en 1963, ubicado en la carrera 17 entre calles 21 y 22 de la ciudad de Barquisimeto.

## Historia
El parque San Juan Bautista de la Salle fue inaugurado en 1963, por el entonces gobernador del estado Lara, Dr Eligio Anzola Anzola con motivo del cincuentenario de la llegada a Barquisimeto de los hermanos de la congregación Lasallista, su planificación y ejecución fueron realizados por el arquitecto Carlos Jara Calderón y el artista Enrique González. cuatro años antes de su construcción fue el primer zoológico de la ciudad de Barquisimeto, donde funciono hasta el año de 1967 cuando se inaugura el zoológico de bararida.

## Estructura
Consta de varias secciones, las cuales son Plazoleta Superior, que se encuentra a nivel de la carrera 17 y consta de una especie de pequeña plaza al principio, con una vereda verde hacia el fondo, nos encontramos con una estatua del libertador Simón Bolívar y bancos de descanso a los lados.[cita requerida]
Luego sigue la Zona de Bosque, que inicia con una gran escalera que te guían por el llamado Zanjón de Cárdenas con una camineria que esta lleno de vegetación y árboles en su recorrido y al finalizar el sendero nos encontramos la Plazoleta Inferior con sus hermosos espejos de agua, grandes palmeras, árboles y zonas de esparcimiento, además de la impresionante concha acústica con su mágica captación y proyección de los sonidos emanados tanto si te encuentras dentro como fuera de ella.[cita requerida]

## Huella del Libertador
En agosto de 1821, el libertador Simón Bolívar hizo una visita a Barquisimeto y tras pernoctar en una de las casas de la carrera 19 entre calles 21 y 22, salió en caballo y atravesó el puente Santísima Trinidad, donde al momento estaba una pasarela de madera.[cita requerida]